# Algernon Charles Swinburne

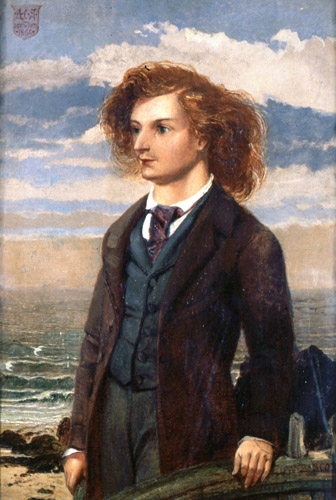
Algernon Charles Swinburne, pintat per William Bell Scott.

Algernon Charles Swinburne (Londres, 5 d'abril de 1837 – Londres, 10 d'abril de 1909) va ser un poeta anglès de l'època victoriana. La seva poesia va ser bastant controvertida en la seva època, a causa dels temes recurrents de sadomasoquisme, suïcidi, lesbianisme i sentiments irreligiosos.

## Biografia
Swinburne va néixer a Grosvenor Place, Londres, en el si d'una família aristocràtica, fill d'un almirall. Va passar la major part de la seva infància a l'Illa de Wight, on vivien els seus pares i els seus avis. El seu avi matern era comte d'Ashburnham mentre que el seu avi patern va néixer a França, amb els costums i el pensament propis d'un aristòcrata francès de l'Antic Règim. Gràcies a ell i a la seva mare, va aprendre de petit a parlar francès i italià. Va rebre una sòlida educació religiosa. Va passar part de la seva infància també a Northumberland.
Durant la seva adolescència va tenir una relació molt forta amb la seva cosina, Mary Gordon, que el va deixar desconsolat quan ella es va casar. Va estudiar a l'Eton college i després al Balliol College, Oxford. A Oxford es va trobar amb persones que van ser decisives en la seva vida: els pintors Dante Gabriel Rosetti, William Morris i Edward Burne-Jones qui, el 1857, va pintar els frescs murals inspirats en el cicle artúric sobre els murs d'Oxford Union. Es va associar al moviment prerafaelista.
És considerat com un poeta decadent, encara que probablement es dedicava més a predicar el vici que a practicar-lo, un fet que Oscar Wilde va comentar amb força acritud.
Molts dels seus poemes primerencs, encara admirats, evoquen la fascinació victoriana per l'edat mitjana, i alguns d'ells són explícitament medievals pel que fa al seu estil, to i construcció, entre ells, "The Leper" (El leprós), "Laus Veneris", i "St Dorothy" (Santa Dorotea).
Swinburne era una estranya barreja de fragilitat i força física. De petita alçada, va ser no obstant això el primer a escalar el Culver Cliff a l'illa de Wight. El seu caràcter era bastant excitable, alguns el descrivien com a demoníac. Una o dues vegades va tenir crisis, potser de naturalesa epilèptica, en públic. Era alcohòlic. Com a resultat de tot això, la seva salut se'n va ressentir.
El 1867, Swinburne va conèixer el seu heroi Giuseppe Mazzini, que vivia a l'exili a Anglaterra i li va inspirar els Cants abans de l'alba.
Va acabar per patir un col·lapse, cosa que va motivar que se'n fes càrrec el seu amic i tutor Theodore Watts-Dunton. Theodore el va persuadir perquè portés una vida més sana, i visqués amb ell a Putney, als voltants de Londres. Des d'aleshores va perdre la seva rebel·lia juvenil i es va convertir en una figura de respectabilitat social. Va morir de grip el 1909.

## Obres
- The Queen Mother (La reina mare, 1860).
- Rosamond (Rosamunda, 1860).
- Chastelard (1865).
- Atalanta in Calydon (Atalanta a Calydon, 1865). Drama líric. Rebuda amb entusiasme.
- Poems and Ballads (Poemas i balades, I 1866). Aquesta obra fou una de les més controvertides; fou violentament atacada com a immoral.
- Songs before Sunrise (Cants abans de l'alba, 1871). Elogi de la unificació d'Itàlia.
- Bothwell (1874).
- Erechteus (1876). Drama líric.
- Poems and Ballads II (Poemes i balades, II 1878).
- Study of Shakespeare (Estudi sobre Shakespeare, 1880).
- Mary Stuart (Maria Estuard, 1881).
- Tristram of Lyonesse (1882). Conta la història de Tristany i Isolda.
- Mario Falerio (1885).
- The Age of Shakespeare (L'època de Shakespeare, 1909).
- Lesbia Brandon (novel·la publicada anònimament).